# Peter Engelhorn
Peter Engelhorn (* 4. Februar 1924 in Mannheim; † 16. Dezember 1991 in Montreux) war ein deutscher Unternehmer, Kunstsammler und Mäzen aus der Familie Engelhorn.

## Leben und Familie
Peter Engelhorn wurde 1924 als erstes Kind der Eheleute Rudolf Conrad Engelhorn (1892–1945) und Lotte geb. Clemm (1900–1991) in Mannheim geboren und hatte in Christof einen jüngeren Bruder.
Er war Soldat im 2. Weltkrieg und kam erst spät aus russischer Kriegsgefangenschaft zurück.
Engelhorn studierte an der Technischen Hochschule Aachen und wurde Diplom-Ingenieur.
Im Jahr 1953 trat er in die Schwesterfirma der Boehringer-Mannheim-Gruppe die Dynamidon-Werke Engelhorn & Co. GmbH ein. Bereits 1959 wurde er Aufsichtsratsvorsitzender von Boehringer Mannheim. Im Jahre 1969 wurde er zudem Vorsitzender des Vorstands des Technischen Überwachungsvereins (TÜV) Baden. Sein Urgroßvater Friedrich Engelhorn gründete 1865 in Ludwigshafen am Rhein das Chemie-Unternehmen BASF. Sein Cousin Curt Engelhorn leitete über 30 Jahre lang das Familienunternehmen, das sich im Besitz der vier Linien der Familie Engelhorn befand – angeführt von drei Cousins und einer Cousine, Curt Engelhorn, Peter Engelhorn (nach dessen Tod Traudl Engelhorn-Vecchiatto), Christof Engelhorn und Christa Gelpke.
Nach Peter Engelhorns Tod wurde das Unternehmen 1997 steuerfrei für 19 Milliarden DM an Hoffmann-La Roche verkauft. Seine Witwe war mit rund einem Fünftel an der Corange Ltd. beteiligt, der Holdinggesellschaft der Familie auf den Bermudas.
Sie hat durch den Verkauf 2,45 Milliarden Dollar erhalten. Das Wirtschaftsmagazin Forbes schätzte 2022 ihr Vermögen auf 4,2 Milliarden Dollar, zuletzt lag sie auf Platz 687 der Forbes-Liste der reichsten Menschen der Welt.
Am 4. Mai 1955 heiratete er in Wien die österreichische Verlagsbuchhändlerin und Lektorin Gertraud Vechiatto. Das Paar lebte lange Jahre in der Werderstraße in Mannheim, in dem heute der Friedrich Engelhorn-Archiv e. V. untergebracht ist, zog dann nach Weinheim-Lützelsachsen und später nach Montreux an den Genfer See in die Schweiz. Das Paar hatte vier Töchter. Die deutsch-österreichische Buchautorin Marlene Engelhorn ist seine Enkelin.

## Förderungen und Stiftungen
Zum Freundeskreis des Ehepaares zählten der Verhaltensforscher Konrad Lorenz und der Biochemiker Benno Hess. Beide waren Philanthropen, er gründete das Konrad-Lorenz-Institut für Evolutions- und Kognitionsforschung in Wien, förderte das Museè des art decoratifs de la Ville de Lausanne und stiftete über den Verein PE-Förderungen Stipendien für Studierende der Musik in Mannheim.
Nach seinem Tod rief die Witwe 1993 die Peter und Traudl Engelhorn-Stiftung mit Sitz in Weilheim in Oberbayern ins Leben, ursprünglich für Stipendien in den Bereichen Biotechnologie und Gentechnik, heute auch für Biophysik, Systembiologie und Bioinformatik. Seine Frau unterstützte nach seinem frühen Tod weiters eine Reihe von Einrichtungen in Mannheim, dem Firmensitz von Boehringer Mannheim, beispielsweise die Christuskirche und die Reiss-Engelhorn-Museen.
Auch das neue Sportzentrum des TSV Mannheim am Fernmeldeturm wurde mit ihrer finanziellen Zuwendung verwirklicht.
Das Ehepaar sammelte seit den 1960er Jahren zeitgenössische Glaskunst.
Im Januar 2023 wurde in C4,12 am Toulonplatz in Mannheim das Peter und Traudl Engelhornhaus eröffnet, ein Neubau für Ausstellungen zur Foto- und Glaskunst, zugehörig zu den Reiss-Engelhorn-Museen.
Die Philanthropin hatte den Bau über ihre Brombeeren-Stiftung mit einer Spende von 10,5 Millionen Euro ermöglicht.